# Anrikning

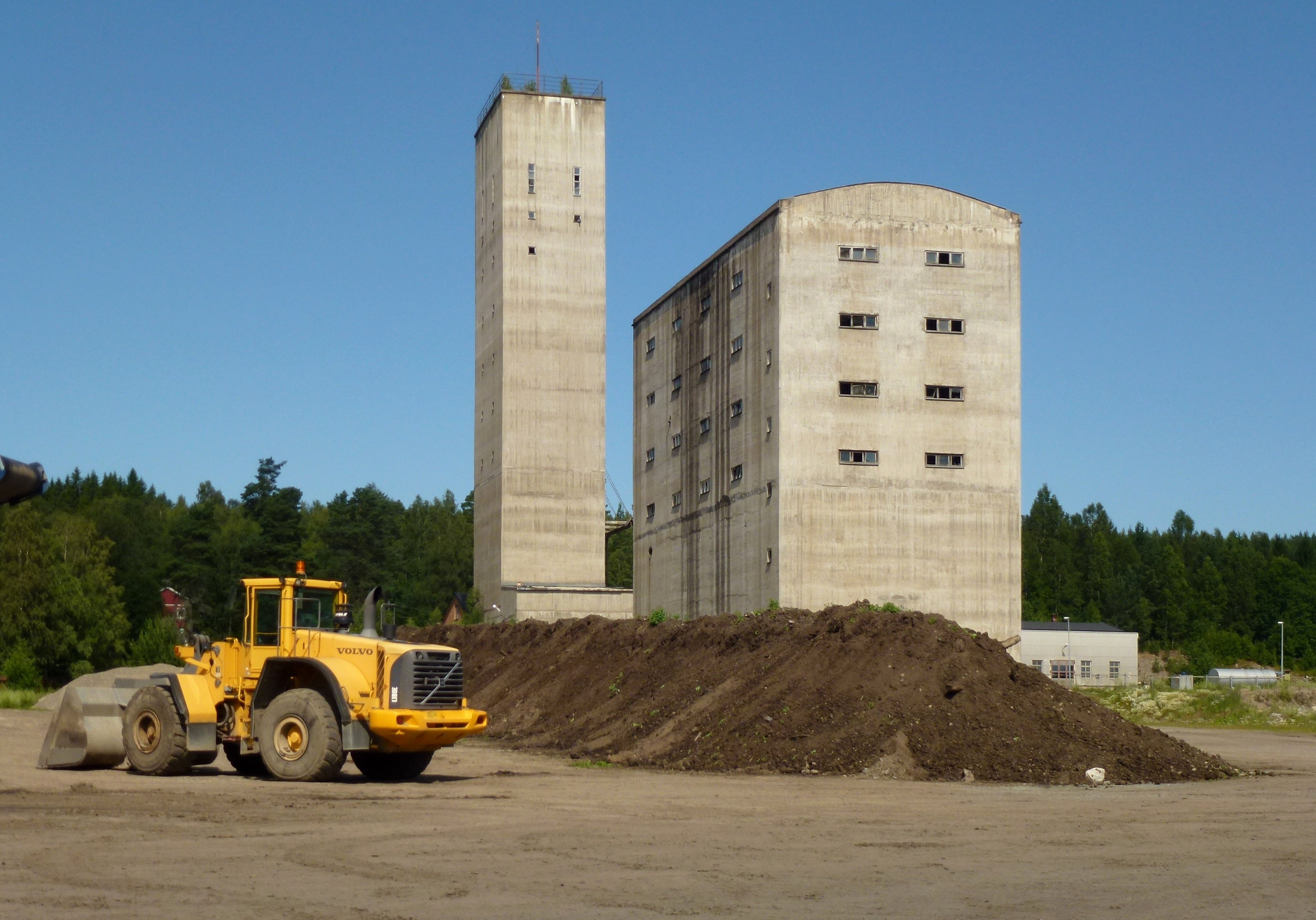
Kross- och anrikningsverket för Tuna-Hästbergs gruva (nedlagd sedan 1968).

Anrikning (av tyska Anreicherung) är separering av olika ämnen i en blandning eller lösning för att öka koncentrationen av ett specifikt ämne eller av en isotop av ett grundämne, t.ex. av uran.

## Sovring och anrikning av malm

Krossning av malm.

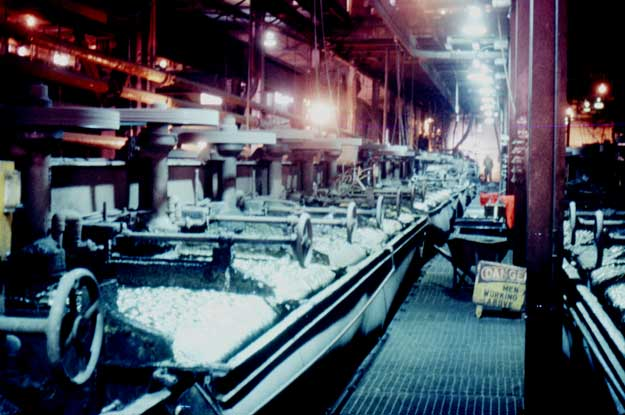
Flotationsanläggning i Falconbridge.

Inom gruvdriften koncentreras malm i ett anrikningsverk genom att den omkringliggande stenen rensas bort, för att få mindre slagg i smältan. Ett första steg i processen är sovringen där särskiljning av större malmstycken från gråberget sker. Nästa steg är att finfördela materialet med krossar och kvarnar till slig. Därefter använder man en eller flera anrikningsmetoder beroende på skillnader i fysikaliska egenskaper hos malmen och gråberget.

### Flotation
Mineralen som man önskar separera görs hydrofob genom att man tillsätter en surfaktant som väter mineralen men samtidigt är vattenavstötande. Genom att blåsa in luftbubblor i slurryn dras de hydrofoba partiklarna till bubblorna för att sedan avskiljas på yta där det bildade skummet kan separeras.

### Specifik vikt
Genom att utnyttja skillnader i densitet kan man separera värdefulla mineraler från gråberg.
- Spiralseparator
- Skakbord
- Vaskning

### Elektrostatisk separation
Genom att icke ledande mineraler behåller en elektrisk laddning kan man få dessa mineralkorn att attraheras av en elektriskt laddad trumma.

### Magnetisk separation
Magnetiska mineraler som Magnetit och Magnetkis kan separeras från det icke magnetiska gråberget med hjälp av magneter.

## Anrikning inom kärnkraft

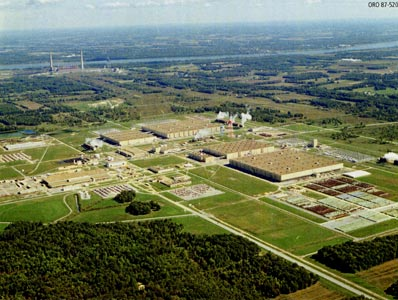
Urananrikningsanläggning i Paducah.

Anrikning för kärnbränsle är den process i vilken man ökar koncentrationen av den klyvbara isotopen U235 i det uran som utvunnits ur uranmalm. Detta måste göras då halten U235 i naturligt förekommande uran bara är ungefär 0,7 %, vilket för de flesta reaktortyper är alltför låg koncentration för att kunna uppnå kriticitet och vidmakthålla en fortgående klyvningsprocess.
Genom anrikning ökas andelen klyvbara kärnor (U235) till ungefär 2–5 %. Anrikningen sker genom att omvandla uran till gasformig uranhexafluorid, UF6, och sedan låta denna gas genomgå någon process för isotopanrikning, till exempel gasdiffusion genom membran eller centrifugering. I dessa processer fås en separation beroende på skillnaden i massa mellan de lättare U235F6 och de tyngre U238F6. Efter anrikningen omvandlas den gasformiga UF6 tillbaka till fast form som uranoxid eller i vissa fall rent uran.
- Sovring
- Anrikningssand
- Anrikning av miljögifter
- Sinterverk
- Mineralteknik